# Aurelia Florian
Aurelia Florian (* in Brașov) ist eine rumänische Opernsängerin (Sopran).

## Leben
Florian wurde in Rumänien geboren und studierte an der Transilvania-Universität in Brașov. Von 2008 bis 2010 war sie Ensemblemitglied der Rumänischen Nationaloper in Bukarest. Eine ihrer Lehrerinnen ist Raina Kabaivanska.
2015 debütierte sie beim Festival Verdi im Teatro Regio di Parma als Desdemona (Otello) und sang im selben Jahr erstmals die Donna Anna (Don Giovanni) an der Deutschen Oper Berlin. In der Rolle der Violetta in La traviata von Giuseppe Verdi, deren persönliches Debüt sie 2013 ebenfalls dort hatte, gastiert sie unter anderem an der New Israeli Opera Tel Aviv, der Norske Opera in Oslo, der Zürcher Oper und beim Savonlinna-Festival in Finnland und in der Spielzeit 2016/17 an der Bayerischen Staatsoper in München.
Ihr Repertoire umfasst auch die Lida (La battaglia di Legnano), Marguerite (Faust), Amalia (I masnadieri), Juliette (Roméo et Juliette), Magda (La rondine) sowie die Titelpartie in Luisa Miller.

## Auszeichnungen
- 2020: Österreichischer Musiktheaterpreis in der Kategorie Beste weibliche Nebenrolle für die Darstellung der Roxane in König Roger an der Oper Graz[2]